# Serapione (anacoreta)
Serapione (fl. IV secolo) fu un monaco anacoreta egiziano, venerato come santo dalla Chiesa cattolica. Nelle Chiese ortodosse, lo stesso giorno, è venerato san Serapione di Thmuis.

## Culto
Il culto a questo santo è antichissimo. Il nome del monaco Serapione infatti è già ricordato il 21 marzo nel martirologio geronimiano, il più antico catalogo di martiri cristiani (V secolo).
La memoria di Serapione passò poi nei martirologi medievali, quali quelli di Floro e di Adone. Nel martirologio di Usuardo, il santo è ricordato come un anacoreta, dotato di grandi virtù: Alexandriae Beati Serapionis anachoritae, magnarum virtutum viri.
Cesare Baronio, nel XVI secolo, inserì la memoria del santo nel martirologio romano, identificandolo con il vescovo egiziano Serapione di Thmuis. Nell'edizione italiana del martirologio romano del 1955, il santo era ricordato con queste parole: Ad Alessandria il beato Serapióne, Anacoreta e Vescovo di Tmui, uomo di grandi virtù, il quale, mandato in esilio dal furore degli Ariani, Confessore passò a Dio. Secondo alcuni autori questa identificazione non è sostenuta da nessuna prova, poiché non ci sono testimonianze antiche su un culto dato al vescovo Serapione di Thmuis.
Con la riforma del martirologio operata dopo il Concilio Vaticano II è stata ripristinata l'antica formulazione, che commemora in Serapione un santo anacoreta:
(Martirologio Romano. Riformato a norma dei decreti del Concilio ecumenico Vaticano II e promulgato da papa Giovanni Paolo II, Città del Vaticano, 2004, p. 273)